# Gamal El-Din El-Koumy
Gamal El-Din Muhammad Ahmad El-Koumy (arab. ‏جمال الدين محمد احمد الكومي‎; ur. 28 sierpnia 1958 w Aleksandrii) – egipski bokser.
Brał udział na Letnich Igrzyskach Olimpijskich 1984, gdzie zajął 17. miejsce i Letnich Igrzyskach Olimpijskich 1988, zajmując 9. pozycję.